# Mats Erixon
Per Mats Stefan Erixon (* 19. März 1958 in Nässjö) ist ein ehemaliger schwedischer Leichtathlet.

## Sportliche Karriere
Der 1,75 Meter große Erixon startete für Mölndals AIK. Er war schwedischer Meister im 5000-Meter-Lauf in den Jahren 1981, 1982, 1984, 1985, 1986 und 1988. Im 10.000-Meter-Lauf siegte er 1984, 1985, 1987, 1989, 1990 und 1991. Hinzu kamen Meistertitel im Straßenlauf und im Crosslauf. Seine Bestleistung über 10.000 Meter von 27:56,56 Minuten lief er am 25. Mai 1982 in Florenz. Über 5000 Meter erreichte er am 13. August 1987 in Koblenz 13:24,20 Minuten.
Bei den Europameisterschaften 1982 in Athen lief Erixon über 10.000 Meter auf den 12. Platz. Über 5000 Meter wurde er im Finale 14. Zwei Jahre später bei den Olympischen Spielen 1984 in Los Angeles erreichte Erixon das Finale über 5000 Meter und kam als 12. ins Ziel. 1986 bei den Europameisterschaften in Stuttgart startete Erixon nur über 10.000 Meter und belegte in 28:01,50 Minuten den vierten Platz mit einer Sekunde Rückstand auf den Drittplatzierten und 0,12 Sekunden vor dem Fünftplatzierten. Ein Jahr später bei den Weltmeisterschaften in Rom erreichte Erixon über 10.000 Meter als 12. das Ziel.